# Tên lửa đạn đạo mặt trận
Tên lửa đạn đạo mặt trận (TBM) là bất kỳ loại tên lửa đạn đạo nào có tầm bắn dưới 3.500 km (2.200 dặm), được sử dụng để tấn công các mục tiêu "trong mặt trận". Do đó, tầm bắn của nó nằm giữa tên lửa đạn đạo chiến thuật và tên lửa tầm trung-xa (IRBM). Thuật ngữ "tên lửa đạn đạo mặt trận" là một thuật ngữ tương đối mới, nó bao gồm tên lửa tầm ngắn (SRBM) và tên lửa tầm trung (MRBM). Một số ví dụ về loại tên lửa này là RT-15, TR-1 Temp của Liên Xô và PGM-19 Jupiter của Mỹ.

## Danh sách
Các loại tên lửa đạn đạo mặt trận (hiện tại, quá khứ, đang trong quá trình phát triển) và tầm bắn của từng loại được liệt kê theo quốc gia trong danh sách dưới đây:
 Trung Quốc
- B-611 - 80–260 km (50–162 dặm)[3]
- BP-12/A - 80–280 km (50–174 dặm)[4]
- Type 621 - 80–280 km (50–174 dặm)[4][5]
- Type 631 - 400 km (250 dặm)[5]
- DF-11 - 280–300 km (170–190 dặm)[6]
- DF-12/M20 - 280 km (170 dặm)[7]
- DF-15 - 600–800 km (370–500 dặm)[8]
- DF-2 - 1.250 km (780 dặm)[9]
- DF-16 - 800–1.000 km (500–620 dặm)[10]
- DF-17 - 1.800–2.500 km (1.100–1.600 dặm)[11]
- DF-21 - 1.500–1.700 km (930–1.060 dặm) (Trung Quốc) , (Ả Rập Xê Út) [12]

 Pháp
- Hadès - 480 km (300 dặm)
- Pluton - 120 km (75 dặm)
- SE.4200 – 100 km (62 dặm)
- SSBS S1

 Ấn Độ
- Agni-I - 700–900 km (430–560 dặm)
- K-15 - 750 km (470 dặm)
- Prahaar - 150 km (93 dặm)
- Pragati - 170 km (110 dặm) (dự kiến)
- Pralay - 150–500 km (93–311 dặm)
- Pranash - 200 km (120 dặm) (dự kiến)
- Prithvi I - 150 km (93 dặm)
- Prithvi II - 250–350 km (160–220 dặm)
- Prithvi III - 350–750 km (220–470 dặm)
- Shaurya - 700–1.900 km (430–1.180 dặm)
- Agni-II - 2.000–3.000 km (1.200–1.900 dặm)
- Agni-P - 1.000–2.000 km (620–1.240 dặm)

 Iran
- Fateh-110 - 300 km (190 dặm)
- Fateh-313 - 500 km (310 dặm)
- Fateh Mobin - 300 km (190 dặm)
- Naze'at - 100–130 km (62–81 dặm)
- Qiam 1 - 700–800 km (430–500 dặm)
- Ra'ad-500 - 500 km (310 dặm)
- Samen - 750–800 km (470–500 dặm)
- Shahab-1 - 350 km (220 dặm)
- Shahab-2 - 750 km (470 dặm)
- Tondar-69 - 150 km (93 dặm)
- Zelzal-1 - 150 km (93 dặm)
- Zelzal-2 - 210 km (130 dặm)
- Zelzal-3 - 200–250 km (120–160 dặm)
- Zolfaghar/Zulfiqar[13] - 700 km (430 dặm)
- Ashoura - 2.000–2.500 km (1.200–1.600 dặm)
- Emad - 1.700 km (1.100 dặm)
- Fajr-3 - 2.500 km (1.600 dặm) (ước tính)
- Ghadr-110 - 2.000–3.000 km (1.200–1.900 dặm)
- Khorramshahr - 2.000 km (1.200 dặm)[14][15]
- Sejjil - 2.000–4.500 km (1.200–2.800 dặm)
- Shahab-3 - 1.000–2.000 km (620–1.240 dặm)

 Iraq
- Al Abbas - 800–950 km (500–590 dặm)
- Al Fat'h - 160 km (99 dặm)
- Al Hussein - 600–650 km (370–400 dặm)
- Al Hijarah - 700–900 km (430–560 dặm)
- Al Samoud - 180 km (110 dặm)
- Badr-2000 - 1.000 km (620 dặm)

 Israel
- Jericho I - 500 km (310 dặm)
- LORA - 300 km (190 dặm)
- Predator Hawk - 300 km (190 dặm)
- Jericho II - 1.300 km (810 dặm)

 Đức Quốc Xã
- Rheinbote - 160 km (99 dặm)
- Tên lửa V-2 - 320 km (200 dặm)[16]

 Bắc Triều Tiên
- Hwasong-5 - 320 km (200 dặm)
- Hwasong-6 - 500 km (310 dặm)
- Hwasong-7 - 700–995 km (435–618 dặm)
- Hwasong-11 - 120–220 km (75–137 dặm)
- KN-23 - 250–700 km (160–430 dặm)
- Hwasong-9 - 1.000 km (620 dặm)
- Hwasong-10/RD-B Musudan - 2.500–4.000 km (1.600–2.500 dặm)
- Pukguksong-1 - 500–2.000 km (310–1.240 dặm)
- Pukguksong-2 - 1.200–3.000 km (750–1.860 dặm)
- Pukguksong-2 - 2.500–3.000 km (1.600–1900 dặm)
- Rodong-1 - 1.000–1.500 km (620–930 dặm)

 Pakistan
- Abdali - 200 km (120 dặm)
- Ghaznavi - 290–320 km (180–200 dặm)[17]
- Hatf-I - 70 km (43 dặm)
- Hatf-IA - 100 km (62 dặm)
- Hatf-IB - 100 km (62 dặm)
- Nasr - 70–90 km (43–56 dặm)
- Shaheen - 750 km (470 dặm)
- Shaheen-1 - 900 km (560 dặm)
- Shaheen-1A - 1.000 km (620 dặm)
- Ababeel - 2.200 km (1.400 dặm)
- Ghauri-I - 1.500 km (930 dặm)
- Ghauri-II - 1.800–2.000 km (1.100–1.200 dặm)
- Ghauri-III - 3.000–3.500 km (1.900–2.200 dặm) (đã hủy bỏ)
- Shaheen-II - 2.500 km (1.600 dặm)[18][19]
- Shaheen-III - 2.750 km (1.710 dặm)[20][21]

 Serbia
- Šumadija - 75–285 km (47–177 dặm)

 Hàn Quốc
- Hyunmoo-1 - 180 km (110 dặm)
- Hyunmoo-2A - 300 km (190 dặm)
- Hyunmoo-2B - 500 km (310 dặm)
- Hyunmoo-2C - 800 km (500 dặm)
- Hyunmoo-4 - 800 km (500 dặm)
- Hyunmoo IV-4 - 500 km (310 dặm)
- KTSSM - 180–290 km (110–180 dặm)

 Liên Xô/ Nga
- 9K720 Iskander-M - 400–500 km (250–310 dặm)  Nga
- OTR-21 Tochka-U - 70–185 km (43–115 dặm)  Liên Xô/ Nga
- OTR-23 Oka - 500 km (310 dặm)  Liên Xô/ Nga
- R-1 - 270 km (170 dặm)
- R-2 - 600–1.200 km (370–750 dặm)  Liên Xô
- Scud A-D - 180–700 km (110–430 dặm)  Liên Xô
- TR-1 Temp - 900 km (560 dặm)  Liên Xô
- R-5 Pobeda - 1.200 km (750 dặm)  Liên Xô
- R-12 Dvina - 2.080 km (1.290 dặm)  Liên Xô
- RT-15 - 2.500 km (1.600 dặm)  Liên Xô

 Đài Loan
- Sky Spear - 300 km (190 dặm)
- Sky Horse - 600–950 km (370–590 dặm)

 Thổ Nhĩ Kỳ
- BORA I - 280 km (170 dặm)
- BORA II - 360 km (220 dặm)
- J-600T Yıldırım I - 150 km (93 dặm)
- J-600T Yıldırım II - 300 km (190 dặm)
- J-600T Yıldırım III - 900 km (560 dặm)

 Ukraina
- Hrim-2 - 50–500 km (31–311 dặm)[22]

 Hoa Kỳ
- Long-Range Hypersonic Weapon - hơn 2.775 km (1.724 dặm)
- MGM-18 Lacrosse - 19 km (12 dặm)
- MGM-31 Pershing - 740 km (460 dặm)
- MGM-52 Lance - 70–120 km (43–75 dặm)
- MGM-140 ATACMS - 128–300 km (80–186 dặm)
- OpFires - 1.609 km (1.000 dặm)[23]
- PGM-11 Redstone - 92–323 km (57–201 dặm)
- Precision Strike Missile - 499 km (310 dặm)[24]
- Pershing II - 1.770 km (1.100 dặm)
- PGM-19 Jupiter - 2.400 km (1.500 dặm)

 Yemen
- Burkan-1 (Scud sửa đổi) - 800 km (500 dặm) (sử dụng bởi Houthi)[25]
- Burkan-2 (Scud sửa đổi) (sử dụng bởi Houthi)[26][27]
- Qaher-1 (S-75 Dvina sửa đổi) - 300 km (190 dặm) (sử dụng bởi Houthi)
- Qaher-M2 - 400 km (250 dặm) (sử dụng bởi Houthi)[28]